# Carlos Alberto Santos (futebolista)
Carlos Alberto Souza dos Santos, conhecido apenas por Carlos Alberto Santos (Vianópolis, 9 de dezembro de 1960), é um ex-futebolista e treinador de futebol brasileiro, que atuava como volante.

## Carreira
Revelado pelo Goiás, Carlos Alberto Santos jogaria também pelo Novorizontino em 1987, tornando-se famoso no Brasil ao jogar no Botafogo. O jogador venceu os Campeonatos Cariocas de 1989 pelo time da Estrela Solitária, quando o clube quebrou um jejum de 21 anos sem títulos diante do Flamengo. e de 1990.
Após a passagem pelo Rio de Janeiro, Carlos Alberto foi convidado por Zico para atuar ao seu lado no Sumitomo Metals (embrião do atual Kashima Antlers), quando o futebol do Japão ainda engatinhava. Chamado apenas de Santos na "Terra do Sol Nascente", defendeu ainda por muitos anos o Shimizu S-Pulse. Continuou no Japão até 2001, quando encerrou sua carreira pela primeira vez, no Vissel Kobe. Quando jogador tinha 1,76 m de altura e seu peso ideal era 74 kg. Retornaria em 2003 para defender o Thespa Kusatsu por alguns meses antes de deixar oficialmente de atuar, aos 42 anos.
Após se aposentar, voltou ao Shimizu S-Pulse, como auxiliar do técnico Kenta Hasegawa. No final de 2006, Carlos Alberto voltou ao Brasil e ao Botafogo, comandando o time de juniores até 2007. Em 2015, fez sua estreia como técnico principal, dirigindo o Angra dos Reis, da segunda divisão fluminense.

## Prêmios
Em 1993, Carlos Alberto Santos esteve na seleção dos melhores jogadores da J-League, jogando pelo Kashima Antlers.

## Títulos
Goiás
- Campeonato Goiano: 1981, 1983 e 1986

Botafogo
- Campeonato Carioca: 1989 e 1990
- Taça Rio: 1989

Shimizu S-Pulse
- Copa da Liga Japonesa: 1996